# مأموریت دیوانه‌وار ۲
مأموریت دیوانه‌وار ۲ (به انگلیسی: Mad Mission II) با عنوان اصلی بهترین دوست خودنمایی می‌کند (به چینی: 最佳拍檔大顯神通) یک فیلم سینمایی هنگ کنگی محصول ۱۹۸۳ در ژانر کمدی و اکشن به کارگردانی اریک تسانگ و بازیگری ساموئل هوئی، کارل ماکا، سیلویا چانگ است. این اثر در دوبله انگلیسی با عنوان مأموریت دیوانه‌وار ۲ منتشر شد.

## بازیگران فیلم
- ساموئل هوئی در نقش کینگ کنگ
- کارل ماکا در نقش آلبرت آو
- سیلویا چانگ در نقش سوپ نانسی هو
- تسوی هارک در نقش بیمار روانی
- اریک تسانگ در نقش فتی
- ریموند وانگ پاک-مینگ در نقش خدمتکار
- یاسوکی کوراتا در نقش گاو نر
- سو وانگ در نقش جوجو
- جو دیمیک
- هکتور بریت
- چارلی چو وانگ
- چو تاتو وه در نقش عمو وه، رئیس پلیس
- بیلی لاو
- سوزانا والنتینیو
- جیمی هالز
- سای گوا پاو[۲][۳]